# Organización territorial de Samoa
Samoa se divide en once distritos distribuidos en las islas principales de Upolu y Savai'i.
| Upolu (incluye islas menores)                                                    |                 |             |       |         |
| 1                                                                                | Tuamasaga       | Afega       | 479   | 83,191  |
| 2                                                                                | A'ana           | Leulumoega  | 193   | 20,167  |
| 3                                                                                | Aiga-i-le-Tai1) | Mulifanua   | 27    | 4,508   |
| 4                                                                                | Atua2)          | Lufilufi    | 413   | 21,168  |
| 5                                                                                | Va'a-o-Fonoti   | Samamea     | 38    | 1,666   |
| Savai'i                                                                          |                 |             |       |         |
| 6                                                                                | Fa'asaleleaga   | Safotulafai | 266   | 12,949  |
| 7                                                                                | Gaga'emauga3)   | Saleaula    | 223   | 7,108   |
| 8                                                                                | Gaga'ifomauga   | Aopo        | 365   | 4,770   |
| 9                                                                                | Vaisigano       | Asau        | 178   | 6,643   |
| 10                                                                               | Satupa'itea     | Satupa'itea | 127   | 5,556   |
| 11                                                                               | Palauli         | Vailoa      | 523   | 8,984   |
|                                                                                  | Samoa           | Apia        | 2,831 | 176,848 |
| 1) incluye las islas de Manono, Apolima y Nu'ulopa                               |                 |             |       |         |
| 2) incluye las islas Aleipata y Nu'usafe'e                                       |                 |             |       |         |
| 3) incluye partes pequeñas de Upolu (villas de Salamumu, Salamumu-Utu y Leauvaa) |                 |             |       |         |

- Datos: Q12761899